# Præsten Leon Morin
Præsten Leon Morin er en fransk film fra 1961, instrueret af Jean-Pierre Melville og med Jean-Paul Belmondo i hovedrollen.

## Handling
I en fransk provinsby under anden verdenskrig beslutter socialisten Barny, som er enke efter en jødisk kommunist, at lade sin halvjødiske datter døbe for at beskytte hende mod de tyske besættere. 
Efter dåben beslutter Barny sig for, som en spøg, at provokere kirken ved, at lave et falskt skriftemål hos præsten Léon Morin. Han viser sig imidlertid, at være klogere end som så. Han får Barny overbevist om, at hun skal låne nogle bøger af ham og disse møder udvikler sig efterhånden til lange samtaler om religionens mysterier. Barny bliver langsomt men sikkert overbevist om religionens lyksaligheder. En ven åbner imidlertid hendes øjne for, at det at hun har forelsket sig i den unge præst, kan have noget med omvendelsen at gøre.

## Medvirkende
- Jean-Paul Belmondo: Léon Morin
- Emmanuelle Riva: Barny
- Irène Tunc: Christine Sangredin
- Nicole Mirel: Sabine Levy
- Gisèle Grimm: Lucienne
- Marco Behar: Edelman
- Monique Bertho: Marion
- Monique Hennessy: Arlette
- Edith Loria: Danielle